# Asylbewerberleistungsgesetz
Im Asylbewerberleistungsgesetz (AsylbLG) sind seit 1993 die Höhe und Form von Leistungen geregelt, die materiell hilfebedürftige Asylbewerber, Geduldete sowie Ausländer, die vollziehbar zur Ausreise verpflichtet sind, in der Bundesrepublik Deutschland beanspruchen können. Ursachen für die Hilfebedürftigkeit können z. B. in fehlendem Erwerbseinkommen (teilweise auch bedingt durch eine fehlende Arbeitserlaubnis) oder für die Bedarfsdeckung nicht ausreichendem Einkommen und Vermögen liegen.

## Politischer Hintergrund und gesetzgeberische Entwicklung

### Ursprung in der Asyldebatte
Das Asylbewerberleistungsgesetz trat nach der Asyldebatte, in der die deutlich gestiegene Zahl von Asylanträgen und Asylmissbrauch eine wichtige Rolle gespielt haben, als Folge des im Dezember 1992 vereinbarten Asylkompromisses zwischen den Regierungsparteien CDU/CSU und FDP und der oppositionellen SPD in Kraft. Das AsylbLG ersetzte die bis dahin in § 120 Abs. 2 Bundessozialhilfegesetz enthaltenen Regelungen über die Gewährung der Sozialhilfe (insbesondere Regelsätze, Unterkunft, Krankenhilfe) an asylsuchende und geduldete Ausländer. Es wird auch als leistungsrechtlicher Annex zum Asylkompromiss bezeichnet.
Ziel der damaligen Bundesregierung war es, den Zustrom von Flüchtlingen nach Deutschland zu begrenzen und einen Missbrauch des Asylrechts zu verhindern. Mit dem AsylbLG wurde das Ziel verfolgt, „Anreize für Wanderungsbewegungen durch ein im internationalen Vergleich hohes Leistungsniveau zu vermeiden“. Die migrationspolitisch begründete Absenkung des Leistungsniveaus wurde mit Urteil des Bundesverfassungsgerichts vom 18. Juli 2012 jedoch für verfassungswidrig erklärt.
Hintergrund war die Belastung der öffentlichen Haushalte durch stark angewachsene Flüchtlingsströme, von denen Deutschland in Europa einen Großteil zu tragen hatte. Fluchtmotive waren häufig die Suche nach Schutz vor Krieg und Bürgerkrieg (vor allem im ehemaligen Jugoslawien), was allerdings nicht als individuelle „politische Verfolgung“ im Sinne des bundesdeutschen Asylrechts galt und daher gemäß § 30 Abs. 3 AsylG zur Ablehnung von Asylanträgen als „offensichtlich unbegründet“ führte. Auch der im Asylkompromiss 1992 vorgesehene eigenständige Aufenthaltstitel als „Kriegsflüchtling“ gemäß § 32a des damaligen Ausländergesetzes wurde in der Praxis nicht erteilt. Das Ziel der Erlangung des Schutzes vor Kriegs- und Bürgerkriegssituationen spielte (und spielt bis heute) eine Rolle bei der Einreise vieler Flüchtlinge. Heute führen solche Fluchtgründe jedoch aufgrund der Vorgaben europäischer Richtlinien zum Flüchtlingsschutz eher zur Flüchtlingsanerkennung als in den 1990er Jahren.
Während die Zahl von Asylbewerbern seit 1989 stark angestiegen war (438.191 im Jahre 1992 unter Berücksichtigung der Asylfolgeanträge), wurden in den frühen 1990er Jahren rund 95 Prozent der Asylsuchenden nicht als Asylberechtigte anerkannt. Sehr vielen von ihnen, vor allem den mehr als 300.000 Bürgerkriegsflüchtlingen aus dem ehemaligen Jugoslawien, wurde stattdessen im Regelfall nur Abschiebeschutz in Form einer Duldung gewährt. Unter Hinweis auf die hohen Ablehnungsquoten wurde seitens der Bundesregierung erklärt, dass sehr häufig wirtschaftliche Gründe als prägendes Motiv für die Einreise im Vordergrund stünden. Auch die Tatsache, dass die allermeisten Flüchtlinge auf dem Landweg über die sämtlich als sichere Drittstaaten geltenden Nachbarländer Deutschlands einreisten, wurde als Beleg für Asylmissbrauch angeführt. Um die Zuwanderung zu begrenzen, wurde nach dem Asylkompromiss 1993 das Asylrecht nach Art. 16a GG erheblich eingeschränkt, das AsylbLG geschaffen und ein Personenkreis von Ausländern definiert, der nicht mehr Leistungen nach dem damaligen Bundessozialhilfegesetz (BSHG), sondern nach dem AsylbLG erhalten sollte.

### Verfassungswidrigkeit und Novelle vom März 2015
Nachdem die Leistungssätze des AsylbLG seit 1993 unverändert geblieben waren, sah das Bundesverfassungsgericht in seinem Urteil vom 18. Juli 2012 die Grundleistungen als „evident unzureichend“ an und erklärte sie für verfassungswidrig. Das Bundesverfassungsgericht forderte die Bundesregierung auf, unverzüglich eine verfassungskonforme Neuregelung zu schaffen, und traf für die Zeit bis zu deren Inkrafttreten selbst eine Übergangsregelung, die auf den 1. Januar 2011 zurückwirkte.
Am 1. März 2015 trat eine novellierte Fassung des AsylbLG in Kraft, die die grundlegenden Strukturen beibehielt, in diesem Rahmen aber ein Leistungsniveau festsetzte, das sich grundsätzlich an der Sozialhilfe nach dem SGB XII bzw. dem Arbeitslosengeld II orientierte. Eine vollständige Übereinstimmung gibt es allerdings weiterhin nicht; insbesondere sieht das AsylbLG nach wie vor keine Mehrbedarfszuschläge vor, und die medizinische Versorgung bleibt weiter unter dem Niveau der Gesetzlichen Krankenversicherung.
Das Rechtsstellungsverbesserungsgesetz, das ebenfalls zum 1. März 2015 in Kraft trat, sah als Ergebnis des mit dem Bundesrat ausgehandelten Asylkompromisses zur Erklärung Serbiens, Bosnien-Herzegowinas und Mazedoniens zu sicheren Herkunftsländern im Gegenzug die weitgehende Aufhebung des Sachleistungsvorrangs in § 3 Abs. 2 AsylbLG vor.

### Erneute Änderung im Oktober 2015
Durch das am 15. Oktober 2015 verabschiedete Asylverfahrensbeschleunigungsgesetz, das eine Reaktion auf den Anstieg der Anzahl Asylsuchender des Jahres 2015 darstellt und bereits am 24. Oktober 2015 in Kraft trat, kam es zu einer erneuten Änderung des Asylbewerberleistungsrechts. Damit verfolgt der Gesetzgeber unter anderem das Ziel, „mögliche Fehlanreize, die zu ungerechtfertigten Asylanträgen führen können“, zu beseitigen. Während des bis zu sechsmonatigen Aufenthaltes in Aufnahmeeinrichtungen sollen auch für den persönlichen Bedarf anstelle des Barbetrags zum persönlichen Bedarf („Taschengeld“) vorrangig Sachleistungen gewährt werden, auch in Gemeinschaftsunterkünften kann der Barbetrag durch Sachleistungen ersetzt werden. Zudem werden im Bereich des § 1a AsylbLG die Leistungen noch weiter eingeschränkt.

## Asylbewerberleistungsrecht als Sozialrecht
Das AsylbLG regelt als eigenständiges Gesetz die materiellen Leistungen für den leistungsberechtigten Personenkreis. Es ist nicht im formalen Sinne dem Sozialrecht zuzuordnen, weil es nicht in den Katalog des SGB I aufgenommen worden ist. Seinem Leistungsinhalt nach gehört es aber dennoch zum materiellen Sozial(hilfe)recht.

## Leistungsberechtigte
Der Kreis der leistungsberechtigten Personen ist in § 1 Abs. 1 AsylbLG abschließend geregelt. Zu ihnen gehören materiell hilfebedürftige Asylbewerber, geduldete und vollziehbar zur Ausreise verpflichtete Ausländer, auch wenn kein legaler Aufenthaltsstatus mehr vorliegt. 
Auch Inhaber einer Form der befristeten Aufenthaltserlaubnis sind leistungsberechtigt (vgl. § 1 Abs. 1 Nr. 3  AsylbLG); zum 1. Juni 2022 wurde diesen infolge der durch den russischen Überfall auf die Ukraine ausgelösten Fluchtbewegung allerdings Anspruch auf Alg 2 (ab 2023 Bürgergeld) gewährt, sobald ihnen eine Fiktionsbescheinigung erteilt wurde.

## Leistungsinhalte
Die leistungsberechtigten Personen erhalten Grundleistungen (§ 3 AsylbLG), die einen Barbedarf (Taschengeld bzw. Regelsatz), ggf. auch als Sachleistungen, sowie die Kosten der Unterkunft (Gemeinschaftsunterkunft oder Mietwohnung), Hausrat und Heizkosten beinhalten. Darüber hinaus werden Leistungen bei Krankheit, Schwangerschaft und Geburt (§ 4 AsylbLG) gewährt, da die Leistungsberechtigten in der Regel von der Gesetzlichen Krankenversicherung ausgeschlossen sind. Hinzu kommen sonstige Leistungen (§ 6 AsylbLG), z. B. besondere Bedarfe für Schwangere, Menschen mit Behinderung und Pflegebedürftige.
Für die ersten 36 Monate des Aufenthaltes werden Grundleistungen nach § 3 AsylbLG gewährt. In bestimmten Fällen werden Leistungsberechtigte durch Kürzungen sanktioniert (§ 1a AsylbLG). Nach einem Aufenthalt von 36 Monaten werden die Leistungen unter bestimmten Voraussetzungen auf das Niveau der Sozialhilfe angehoben (§ 2 AsylbLG).

### Grundleistungen
Basisnorm des Leistungssystems ist § 3 AsylbLG. Er regelt die sogenannten Grundleistungen. Sie erfassen
- den notwendigen Bedarf an Ernährung, Unterkunft, Heizung, Kleidung, Gesundheitspflege und Gebrauchs- und Verbrauchsgütern (§ 3 Abs. 1 Satz 1 bis 4 AsylbLG) sowie
- den notwendigen persönlichen Bedarf zur Deckung persönlicher Bedürfnisse des täglichen Lebens (§ 3 Abs. 1 Satz 5 bis 9 AsylbLG).

Die Leistungsgewährung ist in Form von Sachleistungen (einschließlich Dienstleistungen) und/oder als Geldleistung denkbar. Laut der Rechtsprechung des Bundesverfassungsgerichts (BVerfG, Urteil vom 18. Juli 2012, juris Rn 67.) steht es dem Gesetzgeber frei, den Schwerpunkt bei Sachleistungen zu setzen („Sachleistungsprinzip“). Das physische Existenzminimum kann in Form von Sachleistungen gewährt werden; der Bargeldbedarf dient auch der Sicherung des sozio-kulturellen Existenzminimums. Das Anrecht auf ein menschenwürdiges Existenzminimum leitet das Gericht aus dem erweiterten Grundrechtsschutz her (vgl. den Abschnitt zur BVerfG-Entscheidung vom 18. Juli 2012). Der dem Gesetzgeber eingeräumte Gestaltungsspielraum unterliegt konkreten Anforderungen an die Bemessung der Leistungen zur Sicherung des Existenzminimums. Wird beispielsweise das Sachleistungsprinzip auf eine bestimmte Personengruppe beschränkt, deren gemeinsames Merkmal die Herkunft ist, ist hierfür eine substanzielle Begründung erforderlich.

#### Form der Leistungsgewährung
Bezüglich der Form der Leistungserbringung – Sach- oder Geldleistung – wird danach unterschieden, ob der Leistungsempfänger in einer Erstaufnahmeeinrichtung nach § 44 AsylG untergebracht ist oder nicht:
|                                 | Unterbringung in einer Aufnahmeeinrichtung                     | Unterbringung außerhalb einer Aufnahmeeinrichtung |
| ------------------------------- | -------------------------------------------------------------- | ------------------------------------------------- |
| Notwendiger Bedarf              | zwingend Sachleistung                                          | vorrangig Geldleistung                            |
| Notwendiger persönlicher Bedarf | vorrangig Sachleistung nachrangig Gutscheine oder Geldleistung | Geldleistung                                      |

Während der für maximal sechs Monate zulässigen Unterbringung in einer Aufnahmeeinrichtung (§ 47 AsylG) wird der „notwendige Bedarf“ (Ernährung, Kleidung, Gesundheitspflege und Gebrauchs- und Verbrauchsgüter) zwingend durch Sachleistungen gedeckt (§ 3 Abs. 1 AsylbLG). Für den notwendigen persönlichen Bedarf gilt dies gemäß § 3 Abs. 1 Satz 6 AsylbLG im Grundsatz ebenfalls, allerdings nur, soweit die Gewährung von Sachleistungen „mit vertretbarem Verwaltungsaufwand möglich“ ist.
Nach Ablauf der maximal sechsmonatigen Erstaufnahme nach § 47 AsylG sind im Regelfall Geldleistungen zur Selbstversorgung zu gewähren (§ 3 Abs. 2 Satz 1 AsylbLG). Die Beträge nach § 3 Abs. 2 AsylbLG decken dann die zuvor als Sachleistung erbrachten Bedarfe. Die Leistungssätze nach § 3 Abs. 1 und 2 werden addiert, sie entsprechen dann nahezu den Regelsätzen des Arbeitslosengeld II (§ 3 Abs. 2 Satz 5 AsylbLG). Zusätzlich zu den Leistungssätzen nach § 3 Abs. 1 und 2 werden Leistungen für Unterkunft, Heizung und Hausrat nach § 3 AsylbLG, die medizinische Versorgung nach § 4 AsylbLG sowie sonstige Leistungen nach § 6 AsylbLG erbracht.

#### Geldleistungen
Die Bedarfssätze nach § 3 Abs. 1 und 2 AsylbLG orientieren sich am auch für das Bürgergeld maßgeblichen Regelbedarfs-Ermittlungsgesetz (RBEG). Sie liegen aber dennoch (Beispiel Alleinstehende) um etwa 90 Euro/Monat darunter. Als Grund dafür wurde früher genannt, dass in den Bedarfssätzen nach § 3 AsylbLG der laufende Ergänzungsbedarf an Hausrat und Reinigungsmitteln nicht berücksichtigt wurde und dass es für die Leistungsberechtigten auch zu Einsparungen bei der medizinischen Versorgung gebe, da keine Zuzahlungen für Medikamente etc. zu leisten sind.
Zu weiteren teils gravierenden Kürzungen kommt es, da § 3 AsylbLG anders als das Bürgergeld keine expliziten Regelungen zu Mehrbedarfszuschlägen für dezentrale Warmwasserkosten, bei Schwangerschaft und für Alleinerziehende, zu Erstausstattungen bei Schwangerschaft und Geburt, zu Erstausstattungen für Kleidung oder bei Bezug einer Wohnung enthält. § 6 AsylbLG sieht insoweit nur einen „unabweisbaren“ Bedarf vor. Da in der Praxis der laufende Bedarf an Hausrat und Putzmittel allenfalls auf Antrag gewährt wird, kommt es nach Meinung des Flüchtlingsrats Berlin auch insoweit zu einer faktischen Kürzung gegenüber dem im Bereich des Alg II und der Sozialhilfe anerkannten Existenzminimumsbedarf.

##### Geldleistungen in Aufnahmeeinrichtungen
Grundsätzlich soll seit Inkrafttreten des Asylverfahrensbeschleunigungsgesetzes vom Oktober 2015 der gesamte persönliche Bedarf in Aufnahmeeinrichtungen durch Sachleistungen gedeckt werden, soweit das mit vertretbarem Verwaltungsaufwand möglich ist. In der Praxis werden jedoch bundesweit weiterhin mit nur wenigen Ausnahmen alle oder fast alle notwendigen persönlichen Bedarfe durch Geldleistungen gedeckt. Hierfür regelt § 3 Abs. 1 Satz 8 AsylbLG die Höhe der für den persönlichen Bedarf als „Taschengeld“ zu gewährenden Geldleistungen:
| Stufe | Bezeichnung                                      | bis 31. Dezember 2015 | ab 1. Januar 2016 | ab 17. März 2016 |
| ----- | ------------------------------------------------ | --------------------- | ----------------- | ---------------- |
| 1     | Alleinstehende Leistungsberechtigte              | 143                   | 145               | 135              |
| 2     | Zwei erwachsene Partner in Haushaltsgemeinschaft | 129                   | 131               | 122              |
| 3     | weiterer Erwachsener ohne eigenen Haushalt       | 113                   | 114               | 108              |
| 4     | Jugendliche (14–17 Jahre)                        | 85                    | 86                | 76               |
| 5     | Kinder (6–13 Jahre)                              | 92                    | 93                | 83               |
| 6     | Kinder (0–5 Jahre)                               | 84                    | 85                | 79               |

Die ab 2023 geltenden Leistungssätze legt die Bekanntmachung vom 21. Dezember 2022 fest (BGBl. I S. 2601).

##### Geldleistungen außerhalb von Aufnahmeeinrichtungen
Soweit der Leistungsempfänger außerhalb einer Aufnahmeeinrichtung untergebracht ist und auch die Grundleistungen für Ernährung, Kleidung, Gesundheitspflege und Gebrauchs- und Verbrauchsgüter des Haushalts als Geldleistungen nach § 3 Abs. 2 AsylbLG gewährt werden, ergeben sich folgende Leistungsbeträge:
| Stufe | Bezeichnung                                      | notwendiger Bedarf nach § 3 Abs. 2 AsylbLG | notwendiger persönlicher Bedarf nach § 3 Abs. 1 AsylbLG | Geldbetrag gesamt |
| ----- | ------------------------------------------------ | ------------------------------------------ | ------------------------------------------------------- | ----------------- |
| 1     | Alleinstehende Leistungsberechtigte              | 219                                        | 135                                                     | 354               |
| 2     | Zwei erwachsene Partner in Haushaltsgemeinschaft | 196                                        | 122                                                     | 318               |
| 3     | weiterer Erwachsener ohne eigenen Haushalt       | 176                                        | 108                                                     | 284               |
| 4     | Jugendliche (14–17 Jahre)                        | 200                                        | 76                                                      | 276               |
| 5     | Kinder (6–13 Jahre)                              | 159                                        | 83                                                      | 242               |
| 6     | Kinder (0–5 Jahre)                               | 135                                        | 79                                                      | 214               |

#### Praxis des Sachleistungsprinzips
In der Praxis werden auch nach Inkrafttreten des Asylverfahrensbeschleunigungsgesetzes vom Oktober 2015 bundesweit in den Erstaufnahmeeinrichtungen mit nur wenigen Ausnahmen alle oder fast alle notwendigen persönlichen Bedarfe unverändert durch Geldleistungen in Höhe der Beträge nach § 3 Abs. 1 AsylbLG gedeckt. Schon gar nicht wird vor Ort die neue Möglichkeit umgesetzt, über 6 Monate hinaus auch in Gemeinschaftsunterkünften den persönlichen Bedarf als Sachleistung zu erbringen. Allerdings ist die Einweisung in eine Erstaufnahmeeinrichtung statt für bis zu 3 Monate nunmehr für bis zu 6 Monate, bei Asylsuchenden aus sicheren Herkunftsstaaten sogar unbegrenzt bis zur Ausreise möglich.
Die seit März 2015 auf die Zeit der Erstaufnahme beschränkte Sachleistungsgewährung war zuvor in der Praxis bereits seit Jahren von der Regel zur Ausnahme geworden und politisch nicht mehr gewollt. So wurden und werden in Berlin, Bremen, Hamburg, Hessen, Mecklenburg-Vorpommern, Niedersachsen, Rheinland-Pfalz, Sachsen-Anhalt jeweils mit Ausnahme der Erstaufnahme für Asylbewerber und teilweise der Leistungskürzung nach § 1a AsylbLG flächendeckend Geldleistungen gewährt. Mit Ausnahme weniger Kreise werden Geldleistungen auch in Baden-Württemberg, Brandenburg, Nordrhein-Westfalen, Sachsen, Schleswig-Holstein und Thüringen gewährt. Nur in Bayern werden auch weiterhin meist „echte“ Sachleistungen als Essens-, Kleidungs- und Hygienepakete erbracht. Die Mietkosten für eine Wohnung werden in Berlin und Bremen nach Ablauf der Erstaufnahme in der Regel übernommen, in den übrigen Ländern ist die Praxis unterschiedlich.

### Analogleistungen: Höhere Leistungen nach 36 Monaten
Leistungsberechtigte nach AsylbLG haben gemäß § 2 Abs. 1 Satz 1 AsylbLG nach einer „Wartefrist“ Anspruch auf Leistungen im Umfang des SGB XII, sofern sie ihre Aufenthaltsdauer nicht rechtsmissbräuchlich selbst beeinflusst haben. Sie werden dann weitgehend Sozialhilfeberechtigten gleichgestellt. Daher werden diese Leistungen auch Analogleistungen genannt.

#### Voraussetzungen
- Wartefrist
 Nach der bis zum Februar 2015 geltenden Rechtslage war die Gewährung von Analogleistungen an einen Vorbezug von AsylbLG-Leistungen geknüpft: Vor dem Bezug von Analogleistungen musste der Leistungsberechtigte 48 Monate lang Grundleistungen nach § 3 AsylbLG bezogen haben. Durch die ab März 2015 geltenden Änderungen wurden die Analogleistungen vom Vorbezug entkoppelt; sie werden gewährt, sobald sich der Leistungsberechtigte 15 Monate lang  ohne wesentliche Unterbrechungen in Deutschland aufhielt. Die Verkürzung der Wartezeit war eine Reaktion auf die Entscheidung des BVerfG vom Juli 2012, die die Bestimmung zwar nicht ausdrücklich für verfassungswidrig erklärte, gleichwohl aber Hinweise darauf enthielt, dass eine auf vier Jahre angelegte Ungleichbehandlung von Beziehern von Leistungen nach dem AsylbLG und Leistungsempfängern nach dem SGB XII ungerechtfertigt sei.[22] Die Frist wurde aber ab 22. August 2019 auf 18 Monate und ab 27. Februar 2024 auf 36 Monate wieder verlängert.
- Keine rechtsmissbräuchliche Beeinflussung der Aufenthaltsdauer
 Die Gewährung von Analogleistungen kommt auch nach Erfüllung der Wartefrist nur dann in Betracht, wenn der Leistungsempfänger die Dauer des Aufenthalts nicht selbst rechtsmissbräuchlich beeinflusst hat. Diese Voraussetzung entspricht der bereits bis Februar 2015 geltenden Gesetzeslage. Der Begriff der Rechtsmissbräuchlichkeit ist im AsylbLG nicht definiert. Nach der Rechtsprechung des BSG enthält er eine objektive und eine subjektive Komponente. Das inkriminierte Verhalten muss objektiv geeignet sein, die Aufenthaltsdauer überhaupt beeinflussen zu können, und es muss subjektiv vor allem unter Berücksichtigung des Verhältnismäßigkeitsgrundsatzes von solchem Gewicht („unentschuldbar“) sein, dass der Ausschluss privilegierter Leistungen gerechtfertigt ist. Hierzu hat sich in der Rechtsprechung eine vielfältige Kasuistik entwickelt.

#### Rechtsfolgen
§ 2 AsylbLG ordnet eine „entsprechende Anwendung“ des SGB XII an, das die Sozialhilfe regelt. Ob es sich dabei um eine Rechtsgrund-
oder eine Rechtsfolgenverweisung handelt, ist nicht geklärt. Auch das Bundessozialgericht hat sich hierzu bisher nicht geäußert. Es lässt ausdrücklich dahingestellt, ob überhaupt eine solche Systematisierung möglich und erforderlich ist. Bei der entsprechenden Anwendung der SGB-XII-Vorschriften ist zu berücksichtigen, dass die Analogberechtigten noch immer kein verfestigtes Bleiberecht haben. Nach herrschender juristischer Meinung darf es nicht zu einer undifferenzierten Übertragung der SGB-XII-Regeln und damit zu einer vollen Gleichsetzung von Analogberechtigten und originär sozialhilfeberechtigten Ausländern kommen.
Die Analogleistungen sind grundsätzlich als Geldleistung zu erbringen; dies ergibt sich aus § 10 Abs. 3 SGB XII, der für Analogberechtigte anwendbar ist. Ausnahmen können sich nur bei der Unterbringung in Heimen oder gleichartigen Einrichtungen ergeben (§ 2 Abs. 2 AsylbLG): Hier kann der Sozialhilfeträger in einer Ermessensentscheidung andere, den „örtlichen Verhältnissen entsprechende“ Formen der Leistungsgewährung wählen. Die Bestimmung ist eingeführt worden, um zu verhindern, dass unter den in einer Gemeinschaftseinrichtung lebenden Menschen Spannungen auftreten, weil ein Teil Geld- und ein anderer Teil Sachleistungen erhält.
Zusätzlich zu den Regelbedarfssätzen werden gemäß 3. Kapitel SGB XII Leistungen für die Unterkunft (Gemeinschaftsunterkunft oder Mietwohnung), Beihilfen für Erstausstattungen mit Kleidung, Hausrat und bei Schwangerschaft und Geburt, das „Bildungspaket“ sowie ggf. Mehrbedarfszuschläge erbracht. Individuelle Sonderbedarfe in besonderen Lebenslagen (Behinderung, Pflegebedürftigkeit u. a.) werden gemäß § 23 SGB XII teils als Pflicht-, teils als Ermessensleistungen analog dem 5. bis 9. Kapitel SGB XII erbracht. Leistungsberechtigte nach § 2 AsylbLG erhalten von einer Krankenkasse nach Wahl eine vollwertige Gesundheitskarte gemäß § 264 Abs. 2 SGB V, über die sie medizinische Leistungen im gleichen Umfang wie gesetzlich Krankenversicherte beanspruchen können.
Mit Wirkung zum 1. September 2019 kürzte der Gesetzgeber abweichend vom SGB XII die Leistungshöhe für Asylbewerber, die in einer Gemeinschaftsunterkunft wohnen, um 10 Prozent, indem er dieser Personengruppe lediglich die Regelbedarfsstufe 2 für Haushaltsangehörige, statt der Regelbedarfsstufe 1 für Alleinstehende zuwies. Das Bundesverfassungsgericht erklärte diese Kürzung auf Vorlage eines Sozialgerichts für verfassungswidrig und ordnete die sofortige Anhebung der Regelbedarfe dieser Zielgruppe an.

### Leistungseinschränkung nach § 1a AsylbLG
Gemäß § 1a AsylbLG werden die Leistungen für geduldete und vollziehbar ausreisepflichtige Ausländer und ihre Familienangehörigen unter bestimmten Umständen weiter eingeschränkt. Sie erhalten Leistungen, soweit dies im Einzelfall nach den Umständen unabweisbar geboten ist. In der Praxis werden – entsprechend der Gesetzesbegründung, BT-Drs. 13/11172 – eingeschränkte Leistungen nach §§ 3, 4 und 6 AsylbLG gewährt, in der Regel wird dabei der Barbetrag zum persönlichen Bedarf (Bedarf zur sozialen Teilhabe, Abt. 7 bis 12 der EVS) gekürzt oder gestrichen. Die Verfassungsmäßigkeit der Norm ist umstritten; eine verfassungsgerichtliche Entscheidung hierzu gibt es bislang nicht.

#### Voraussetzungen der Anspruchseinschränkung
Die Vorschrift knüpft an den Vorwurf der missbräuchlichen Aufenthaltnahme bzw. Aufenthaltsverlängerung an. Sie verfolgt das Ziel, eine Privilegierung von Leistungsempfängern nach dem AsylbLG im Vergleich zu deutschen Sozialhilfeempfängern und legal in Deutschland lebenden Ausländern zu beseitigen, und soll verhindern, dass Leistungen nach dem AsylbLG rechtsmissbräuchlich in Anspruch genommen werden. Als anspruchsmindernd kommen zwei mögliche Verhaltensweisen in Betracht:
- Einreise zur Erlangung von Leistungen (§ 1a Nr. 1 AsylbLG).
Die Inanspruchnahme von Leistungen muss das bestimmende Ziel der Einreise gewesen sein. Soweit der Ausländer darlegt, dass er Schutz vor kriegerischen Auseinandersetzungen im Heimatland sucht, spricht dies gegen eine missbräuchliche Inanspruchnahme.[28]
- Nichtvollziehbarkeit aufenthaltsbeendender Maßnahmen aus Gründen, die vom Ausländer zu vertreten sind (§ 1a Nr. 2 AsylbLG).
 Dieser Einschränkungsgrund ist in der Praxis relevanter als der nach Nr. 1. Beispielsfälle, in denen eine Leistungseinschränkung bejaht wurde, sind: Untertauchen zur Verhinderung der Abschiebung, Täuschung über die Identität oder die Nationalität, Passvernichtung, Vorlage gefälschter Pässe oder die Nichtbeschaffung von Personaldokumenten des Heimatstaats, obwohl dies möglich ist.[29] Letzteres kann in der Praxis problematisch sein, wenn im Heimatstaat kein funktionierendes Meldewesen besteht.[30] Verwaltung und Gerichte sind hier zu einer Einzelfallprüfung verpflichtet.

In beiden Fällen ist sowohl im Verwaltungsvollzug als auch im Gerichtsverfahren regelmäßig eine Einzelfallermittlung unter persönlicher Befragung des Ausländers erforderlich. Die Praxis zeigt, dass eine qualifizierte Sachverhaltsaufklärung häufig erst im Gerichtsverfahren stattfindet. Die Sachverhaltsaufklärung kann im Einzelfall schwierig sein; tatsächliche Unsicherheiten gehen zulasten der Behörde.

#### Verfassungsmäßigkeit der Regelung
Die zum 1. September 1998 in Kraft getretene Anspruchseinschränkung nach § 1a AsylbLG wird rechtspolitisch seit ihrer Einführung kritisiert. In der Rechtswissenschaft werden Verstöße gegen Art. 1, 3 und 20 GG (Menschenwürde, Gleichheitsgrundsatz, Sozialstaatsprinzip) diskutiert.
Der überwiegende Teil der einschlägigen Kommentierung sah diese Grundrechte allerdings nicht als verletzt an: Der Gleichheitsgrundsatz sei nicht verletzt, weil keine willkürliche Ungleichbehandlung vorliege, sondern eine Differenzierung nach sachlichen Kriterien erfolge. Das Sozialstaatsprinzip sei gewahrt, weil die Leistungen nur eingeschränkt, aber nicht vollständig versagt würden.
Die Frage, ob die Anspruchseinschränkung nach § 1a AsylbLG auf das unabweisbar Gebotene verfassungswidrig sei, stellte sich erneut nach der Entscheidung des BVerfG vom 18. Juli 2012. In dieser Entscheidung hat sich das BVerfG nicht zur Verfassungsmäßigkeit der Norm eingelassen, da sie nicht Streitgegenstand war. Die Frage ist in der Wissenschaft und Rechtsprechung umstritten. Da bis zu einer verfassungskonformen gesetzlichen Neuregelung die Untergrenze des Existenzminimums nach AsylbLG nach den auch für die Sozialhilfe geltenden Maßgaben des Regelbedarfsermittlungsgesetzes verbindlich festgelegt wird, wobei auch der persönliche Bedarf für soziale Teilhabe und zwischenmenschliche Beziehungen (Barbetrag bzw. „Taschengeld“ zum „persönlichen Bedarf“) zum vom BVerfG definierten menschenwürdigen Existenzminimum gehört, sind einige Landessozialgerichte der Auffassung, dass die nach § 1a AsylbLG übliche Praxis der Kürzung bzw. Streichung des Anteils für den persönlichen Bedarf verfassungswidrig ist. Andere Gerichte sehen in § 1a AsylbLG eine verfassungsrechtlich nicht zu beanstandende Sanktionsnorm. Auch das Bundessozialgericht urteilte 2017, die Regelung sei verfassungsrechtlich unbedenklich.

### Gesundheitliche Versorgung

#### Leistungen bei Krankheit, Schwangerschaft und Geburt
Leistungen zur medizinischen Versorgung werden nach § 4 AsylbLG bei akuter Krankheit bzw. akutem Behandlungsbedarf und bei schmerzhafter Krankheit erbracht. Zur Verhütung und Früherkennung von Krankheiten werden darüber hinaus Schutzimpfungen entsprechend den §§ 47, 52 Absatz 1 Satz 1 des Zwölften Buches Sozialgesetzbuch und die medizinisch gebotenen Vorsorgeuntersuchungen erbracht. Eine Versorgung mit Zahnersatz erfolgt nur, soweit dies im Einzelfall aus medizinischen Gründen unaufschiebbar ist. Leistungen für sonstige Behandlungen – insbesondere bei chronischen Erkrankungen und Behinderungen – „können“ nach § 6 AsylbLG als Ermessensleistungen gewährt werden, soweit dies „zur Sicherung der Gesundheit unerlässlich“ ist. Nach einer Wartefrist von 36 Monaten erhalten Leistungsberechtigte nach § 2 AsylbLG gemäß § 264 Abs. 2 SGB V eine vollwertige Gesundheitskarte, mit der sie die gleichen medizinischen Leistungen wie gesetzlich Krankenversicherte beanspruchen können.
Die Einschränkungen des Behandlungsanspruches bei Krankheit durch §§ 4 und 6 AsylbLG gegenüber gesetzlich Krankenversicherten und ihre Folgen in der Praxis sind Gegenstand vielfacher Kritik, die Regelungen werden von namhaften Sozialrechtlern als menschenrechtswidrig angesehen.
Kritisiert wird auch, dass die Regelung die Vorgaben der Richtlinie 2003/9/EG des Rates vom 27. Januar 2003 (EU-Asylaufnahmerichtlinie) bzw. der Neufassung der EU-Asylaufnahmerichtlinie vom 26. Juni 2013 nicht umsetzt, soweit es die medizinische und soziale Versorgung von Asylbewerbern mit besonderen Bedürfnissen (chronisch Kranken, Menschen mit Behinderung, Schwangeren, Minderjährigen, älteren Menschen usw.) betrifft. § 6 Abs. 2 AsylbLG gewährt insoweit bislang nur Leistungen für Ausländer mit Aufenthaltserlaubnis nach § 24 AufenthG, Ansprüche für Asylbewerber sind nicht geregelt.
Die Leistungen zur medizinischen Versorgung wurden mit Ausnahme der Nothilfe (§ 6a AsylbLG, dazu weiter unten) durch die AsylbLG-Novelle 2015 nicht verändert. Eine Neuregelung ist jedoch seitens der Bundesregierung im Rahmen der für 2015 vorgesehenen Umsetzung der EU-Asylaufnahmerichtlinie 2013 geplant.
Laut Angaben der Bundesärztekammer liegen die durchschnittlichen jährlichen Gesundheitskosten eines Asylbewerbers bei 2300 Euro, 600 Euro weniger als bei einem Deutschen.

#### Gesetzgeberisches Ziel
Die Vorschrift soll nach dem Willen des Gesetzgebers im akuten Krankheitsfall und bei schmerzhaften Erkrankungen die erforderlichen Hilfen sicherstellen. Der Behandlungsanspruch AsylbLG-Leistungsberechtigter ist insbesondere beim Zahnersatz und bei der nach § 6 Abs. 1 AsylbLG auf Ermessensleistungen beschränkten Behandlung nicht akuter werdender chronischer Erkrankungen gegenüber gesetzlich Krankenversicherten auf das Unabweisbare reduziert.

#### Leistungsvoraussetzungen
Voraussetzung für Leistungen nach § 4 Abs. 1 AsylbLG ist im Regelfall das Vorliegen einer akuten oder „schmerzhaften“ Erkrankung. Eine akute Erkrankung ist nach der Rechtsprechung ein unvermutet auftretender, schnell und heftig verlaufender regelwidriger Körper- und Geisteszustand, der aus medizinischen Gründen der ärztlichen oder zahnärztlichen Behandlung bedarf. Da es sich bei der Abgrenzung von akuten und chronischen Erkrankungen jedoch um eine oft nicht eindeutig zu klärende medizinische Frage handelt und bei chronischen Erkrankungen nur „das Unabweisbare“ geleistet werden soll, fordern Sozialbehörden zur Klärung der Voraussetzungen häufig die Stellungnahme eines Amtsarztes an. Das führt in der Praxis vielfach zu erheblichen Verzögerungen notwendiger stationärer Behandlungen, Facharztbehandlungen, Hilfen für Menschen mit Behinderung und Leistungen für chronisch Kranke.
Bei Schwangerschaft und Geburt sowie für Vorsorge und Impfungen sind notwendige Leistungen ohne Einschränkung zu erbringen (§ 4 Abs. 2 und 3 AsylbLG), insoweit entspricht der Leistungsanspruch dem der Gesetzlichen Krankenversicherung. In der Praxis fehlt auf den Krankenscheinen jedoch vielerorts ein Hinweis auf diese Leistungen, da meist nur die Bestimmungen des § 4 Abs. 1 und des § 6 Abs. 1 AsylbLG zitiert werden. Daher werden auch notwendige Impfungen häufig unterlassen.
Leistungsberechtigte nach § 2 AsylbLG (also diejenigen Asylbewerber, die sich seit 36 Monaten ohne wesentliche Unterbrechung im Bundesgebiet aufhalten und die Dauer des Aufenthalts nicht rechtsmissbräuchlich selbst beeinflusst haben, sowie deren minderjährige Kinder) erhalten eine Krankenversichertenkarte gemäß § 264 Abs. 2 SGB V. Sie haben – mit Ausnahme der Pflegeversicherung – den gleichen Behandlungsanspruch wie gesetzlich Krankenversicherte. Leistungen bei Pflegebedürftigkeit sind ggf. gemäß § 2 AsylbLG i. V. m. § 61 ff. SGB XII zu erbringen.

#### Gesundheitskarten nach §§ 4 und 6 AsylbLG
In Bremen erhalten bereits seit 2005 alle Asylbewerber und Geduldeten Krankenversichertenkarten, da dort die Krankenbehandlung nach §§ 4 und 6 AsylbLG auf Basis von § 264 Abs. 1 SGB V im Wege einer Vereinbarung nach § 264 Abs. 1 SGB V auf die AOK Bremen/Bremerhaven übertragen wurde. Das „Bremer Modell“ wird seit Juli 2012 auch in Hamburg angewandt, auch dort ist die AOK Bremen/Bremerhaven Vertragspartner der Sozialbehörde. Mit nur wenigen in den Vereinbarungen mit der AOK ausdrücklich benannten Ausnahmen (künstliche Befruchtung, DMP, Zahnersatz, Leistungen im Ausland) erhalten Leistungsberechtigte in beiden Bundesländern nach §§ 4 und 6 AsylbLG faktisch den gleichen Leistungsumfang wie gesetzlich Krankenversicherte, ohne dass dies für die Sozialbehörden zu Mehrkosten geführt hätte.
Durch eine mit dem Asylverfahrensbeschleunigungsgesetz vom Oktober 2015 erfolgte Änderung des § 264 Abs. 1 SGB V wurde die Einführung der Gesundheitskarte auch für die Flächenstaaten erleichtert. NRW hat im Herbst 2015 einen entsprechenden Rahmenvertrag mit der AOK abgeschlossen, Berlin und Schleswig-Holstein haben die Karte Anfang 2016 eingeführt, Brandenburg, Rheinland-Pfalz und Thüringen wollen bald folgen.

#### Verwaltungs- und Gerichtsentscheidungen
Dem gesetzgeberischen Willen entsprechend, sei es nicht Aufgabe des AsylbLG, eine optimale oder bestmögliche medizinische Versorgung zu sichern. Auf dieser Rechtsauffassung beruhen zahlreiche behördliche und gerichtliche Entscheidungen, die Asylbewerbern medizinische Leistungen verweigern oder die Entscheidung über deren Gewährung so lange verzögern, dass es zu einer akuten Gesundheitsgefährdung kommen kann. Diese Praxis ist Gegenstand von Kritik von Flüchtlings- und Menschenrechtsorganisationen.
Beispiele für Gerichtsentscheidungen sind die lediglich mit Opiaten statt mit einer Operation behandelte Hüftgelenksnekrose eines Asylbewerbers oder die auf Dauer angelegte Dialysebehandlung an Stelle einer Nierentransplantation. Für ein hörbehindertes Kind, bei dem eine massive Schädigung der Sprachentwicklung (Dyslalie) drohte, wurden die Kosten eines Hörgeräts nicht übernommen. Das Verwaltungsgericht Frankfurt am Main lehnte die Übernahme der Kosten einer lebensnotwendigen Lebertransplantation ab. Der Betroffene verstarb in der Folgezeit. Das Landessozialgericht Thüringen lehnte die Behandlung einer behaupteten posttraumatischen Belastungsstörung mangels Glaubwürdigkeit der Antragstellerin ab, unter anderem da die Antragstellerin die Vergewaltigung nicht bereits im Asylverfahren angeführt hatte.
Eine umfangreiche Stellungnahme des Flüchtlingsrates Berlin im Rahmen des Gesetzgebungsverfahrens zur AsylbLG-Novelle 2015 für den Ausschuss für Arbeit und Soziales des Deutschen Bundestages dokumentiert eine Reihe ablehnender und verzögerter Verwaltungsentscheidungen im Zusammenhang mit der Anwendung der §§ 4 und 6 AsylbLG, in deren Folge es teilweise zu dauerhaften schwersten Behinderungen und auch zu einer Reihe von Todesfällen kam.

#### Chronische und psychische Erkrankungen
Die Öffnungsklausel des § 6 Abs. 1 AsylbLG ermöglicht den zuständigen Leistungsbehörden, im Einzelfall eine über den Leistungsumfang nach § 4 Abs. 1 AsylbLG hinausgehende medizinische Versorgung zu gewähren, etwa zur Behandlung chronischer oder psychischer Erkrankungen. Bei der Prüfung der Bewilligungsvoraussetzungen nach § 6 Abs. 1 AsylbLG sowie bei der pflichtgemäßen Ausübung des darin eröffneten Ermessens sind von der zuständigen Leistungsbehörde auch die grundrechtlichen Belange der Leistungsberechtigten – einschließlich des Grundrechts auf Leben und körperliche Unversehrtheit (§ 2 Abs. 2 Satz 1 Grundgesetz) – zu beachten.

#### Notfallversorgung durch Krankenhäuser
Für Fälle, wo Krankenhäuser eine Notfallversorgung AsylbLG-Berechtigter vornehmen, hat das Bundessozialgericht mit Urteil vom 30. Oktober 2013 einen Anspruch des Krankenhauses gegen den Sozialhilfeträger auf Übernahme seiner Kosten analog § 25 SGB XII verneint. Vielmehr könne und müsse der Leistungsberechtigte selbst seinen Erstattungsanspruch gegen den Sozialhilfeträger, ggf. auch rückwirkend, geltend machen. Im Zuge der AsylbLG-Novelle 2015 wurde daher mit § 6a AsylbLG eine Neuregelung in das Gesetz aufgenommen, die für die Notfallversorgung die Kostenersatzansprüche der Krankenhäuser gegen die Leistungsträger des AsylbLG entsprechend § 25 SGB XII sicherstellt. Der Anspruch auf Kostenersatz gilt entsprechend auch für Notfalleinsätze der Rettungsdienste (Krankenwagen, Rettungshubschrauber usw.).

#### Zahnärztliche Versorgung von Asylbewerbern in Bayern
In Bayern besteht eine Rahmenvereinbarung zwischen dem Landkreis-, dem Städte- und dem Bezirketag und der Kassenzahnärztlichen Vereinigung Bayerns (KZVB), welche unter anderem die zahnärztliche Versorgung der Leistungsberechtigten nach dem AsylbLG regelt. Die zahnärztlichen Leistungen, die unstrittig hinsichtlich der Kostenübernahme durch die Leistungsträger sind, sind in einem eigenen Leistungskatalog zwischen KZVB und dem Bayerischen Staatsministerium für Arbeit und Soziales, Familie und Integration abgestimmt worden. Für diese Leistungen muss keine Genehmigung eingeholt werden.

## Anrechnung von Einkommen und Vermögen
Nach § 7 AsylbLG ist ein Einkommen des Asylbewerbers weitgehend anzurechnen. Ebenfalls nach § 7 AsylbLG muss ein Vermögen des Asylbewerbers, das über den Freibetrag in Höhe von jeweils 200 Euro pro Haushaltsmitglied hinausgeht, erst aufgebraucht werden, bevor ein Anspruch auf Leistungen besteht. Nach § 7a AsylbLG kann dem Asylbewerber dieses Vermögen als Sicherheitsleistung abgenommen werden.

## Verfassungswidrigkeit der Leistungshöhe
Die Höhe der Leistungen nach dem AsylbLG waren Gegenstand einer Entscheidung des Bundesverfassungsgerichts vom 18. Juli 2012.

### Verfahrensgang
Diese Entscheidung hatte zwei Vorlagen des Landessozialgerichts NRW zum Gegenstand, die die Leistungshöhe für Erwachsene bzw. für Kinder betrafen.  In der Sache ging es um die Höhe der den Klägern in bar gewährten Grundleistungen nach § 3 Abs. 2 AsylbLG und die Höhe der Barbeträge nach § 3 Abs. 1 AsylbLG von bislang 40,90 bzw. für Kinder 20,45 Euro monatlich. Das Bundesverfassungsgericht hat diese Beträge in seiner Entscheidung für verfassungswidrig erklärt.

### Entscheidung
Das BVerfG entschied, dass sowohl die Barbeträge nach § 3 Abs. 1 AsylbLG als auch die Grundleistungsbeträge nach § 3 Abs. 2 AsylbLG evident zu niedrig sind und gegen das Grundrecht auf Gewährleistung eines menschenwürdigen Existenzminimums verstoßen, weil sie seit 1993 nicht verändert wurde und weder nachvollziehbar berechnet noch realitätsgerecht sei.
Das BVerfG bezog sich dabei auf seine Entscheidung vom 9. Februar 2010, in dem es im Zusammenhang mit dem Arbeitslosengeld II bestätigt hatte, dass sich aus den Grundgesetz-Artikeln 1 Abs. 1 (Menschenwürde) und 20 Abs. 1 (Sozialstaat) das „Grundrecht auf Gewährleistung eines menschenwürdigen Existenzminimums“ ergibt, das neben der physischen Existenz auch ein Mindestmaß an Teilhabe am gesellschaftlichen, kulturellen und politischen Leben umfasst. Der Gesetzgeber hat dabei das Existenzminimum realitätsgerecht und nachvollziehbar zu bemessen, zu aktualisieren, zu gewährleisten und einzulösen. Dabei steht ihm ein Gestaltungsspielraum zu. Das Grundrecht auf ein menschenwürdiges Existenzminimum habe als Menschenrecht universale Geltung. Es gelte daher für alle Menschen unabhängig von Herkunft und Aufenthaltsstatus. Ein Absenken des Leistungsniveaus sei nicht mit migrationspolitischen Erwägungen zu rechtfertigen. Die Leistungen zur Existenzsicherung seien dabei fortwährend zu überprüfen und weiterzuentwickeln. Das ist seit 1993 nicht geschehen, auch nicht auf dem in § 3 Abs. 3 AsylbLG vorgesehenen Weg der Rechtsverordnung durch das Bundesministerium für Arbeit und Soziales, obwohl das Preisniveau in Deutschland seitdem um mehr als 30 Prozent angestiegen ist.
Für verfassungswidrig erklärte das BVerfG nicht zuletzt auch die in § 2 AsylbLG geregelte vierjährige, nicht mehr nur Kurzaufenthalte umfassende Anwendungsdauer des AsylbLG sowie die in § 1 AsylbLG getroffene Festlegung eines sehr heterogenen, nicht nur vorübergehend in Deutschland aufhältigen, unter das AsylbLG fallenden Personenkreises. Nicht genauer inhaltlich geprüft hat das BVerfG hingegen die verfassungsrechtlich ebenfalls problematische Praxis der Sachleistungsgewährung, da diese nicht Gegenstand des Verfahrens war.
Bereits im Vorfeld der Entscheidung hatte der Verfassungsrichter Ferdinand Kirchhof auf eine „ins Auge stechende Differenz“ zwischen den sogenannten Hartz-IV-Sätzen und den deutlich niedrigeren Geldleistungen für Asylbewerber hingewiesen.

### Folgen
Das Gericht forderte den Gesetzgeber auf, „unverzüglich“ eine verfassungskonforme gesetzliche Neuregelung zu schaffen. Für die Zeit bis zum Inkrafttreten einer verfassungskonformen Neuregelung ordnete das BVerfG in seinem Urteil eine Übergangsregelung an. Demnach waren seit 1. August 2012 Geldleistungen in Höhe der Regelsätze nach dem SGB XII zu erbringen, gekürzt um den Bedarf für Innenausstattung, Haushaltsgeräte und -gegenstände (Abt. 5 der EVS gemäß §§ 5 und 6 RBEG), da AsylbLG-Berechtigte für diese Positionen – anders als Leistungsberechtigte nach SGB II/SGB XII – gemäß § 3 Abs. 2 Satz 2 letzter Satzteil AsylbLG nach Bedarf zusätzliche Beihilfen beanspruchen können. Die Höhe der Beträge war jährlich entsprechend der Entwicklung der Regelsätze nach dem SGB XII anzupassen. Das BVerfG sprach den AsylbLG-Leistungsberechtigten Nachzahlungen rückwirkend ab 1. Januar 2011 zu, soweit noch keine bestandskräftige Bescheide vorlagen.
Das Bundesministerium für Arbeit und Soziales (BMAS) legte im Dezember 2012 einen Referentenentwurf zur Reform des AsylbLG vor. Im Juni 2014 legte das BMAS erneut einen Referentenentwurf zur verfassungskonformen Novellierung des AsylbLG vor und führte am 2. Juli 2014 eine Anhörung von Verbänden und Ländern durch.
Der Gesetzentwurf des BMAS wurde mit nur geringen Änderungen in den Bundestag eingebracht. Die wichtigsten Änderungen: Ein Teil der Personen mit humanitärem Aufenthaltstitel wird aus dem AsylbLG herausgenommen. Die Bedarfssätze nach § 3 AsylbLG werden anhand der Einkommens- und Verbrauchsstichproben (EVS) ermittelt und jährlich angepasst. Der Anspruch auf das Bildungs- und Teilhabepaket wird ins AsylbLG aufgenommen. Die Wartefrist für Leistungen analog der Sozialhilfe nach § 2 wurde von 48 Monaten auf 15 Monate verkürzt (sie wurde ab 22. August 2019 auf 18 Monate und ab 27. Februar 2024 auf 36 Monate wieder verlängert). Die Regelung zur Sanktionierung von Familienangehörigen nach § 1a AsylbLG wegen Verletzung aufenthaltsrechtlicher Mitwirkungspflichten durch Leistungsberechtigte (vielfach kritisiert als „Sippenhaftung“) wird gestrichen. In § 6a AsylbLG wird der Nothelferanspruch analog § 25 SGB XII ins AsylbLG aufgenommen. Beim Einkommen nach § 7 AsylbLG können Werbungskosten abgesetzt werden, und ein Vermögensfreibetrag von 200 Euro wird eingeführt.
Am 3. November 2014 fand eine Anhörung zum Gesetzentwurf im Bundestagsausschuss für Arbeit und Soziales statt, der Bundestag verabschiedete den Entwurf jedoch unverändert. Der Bundesrat forderte daraufhin die Bundesregierung auf, AsylbLG-Berechtigte in die Gesetzliche Krankenversicherung einzubeziehen, Ausländer mit Aufenthaltserlaubnis aus der Anwendung des AsylbLG herauszunehmen und die Anwendungsdauer des AsylbLG auf 12 Monate zu begrenzen.
Da die Bundesregierung den Ländern Zahlungen von zweimal 500 Millionen Euro zusagte, zog der Bundesrat seine Kritik zurück, und der Gesetzentwurf wurde am 28. November 2014 unverändert auch vom Bundesrat bestätigt. Im Rahmen des Asylkompromisses zu den sicheren Herkunftsländern Serbien, Bosnien-Herzegowina und Mazedonien konnte der Bundesrat zuvor jedoch durchsetzen, dass das Sachleistungsprinzip des § 3 AsylbLG auf drei Monate begrenzt wird. Beide Neuregelungen traten am 1. März 2015 in Kraft.

## Arbeitsmöglichkeit
Ähnlich wie für Leistungsberechtigte nach dem Zweiten Buch Sozialgesetzbuch und der dort geregelten Arbeitsgelegenheit mit Mehraufwandsentschädigung sind auch im AsylbLG Arbeitsgelegenheiten für Leistungsberechtigte vorgesehen. Asylbewerber, die nach § 5 AsylbLG Arbeitsgelegenheiten in Aufnahmeeinrichtungen nach § 44 AsylVfG wahrnehmen, erhalten eine Aufwandsentschädigung in Höhe von 0,80 Euro pro Stunde. Werden im Einzelfall höhere Aufwendungen nachgewiesen, ist ein höherer Betrag auszuzahlen.
Die Arbeiten fallen nicht unter das für Asylbewerber nach § 61 Abs. 2 AsylG geltende zeitweilige absolute Arbeitsverbot.
Die 2016 mit dem Integrationsgesetz (Deutschland) eingeführte Verringerung von 1,05 Euro auf 0,80 Euro liegt laut Gesetzesbegründung in den regelhaft geringen Mehraufwendungen, da die erforderlichen Arbeitsmittel, zum Beispiel Arbeitskleidung oder -geräte, von den Trägern der Einrichtungen gestellt werden und Fahrtkosten oder Kosten für auswärtige Verpflegung nicht anfallen.
Wer arbeitsfähig, nicht erwerbstätig und nicht im schulpflichtigen Alter ist, konnte bis Ende 2020 nach § 5a AsylbLG durch die Behörden zur Wahrnehmung einer solchen Arbeitsgelegenheit verpflichtet werden und musste andernfalls mögliche Kürzungen der Leistungen bis auf das „Unabweisbare“ hinnehmen. Diese verpflichtenden Arbeitsgelegenheiten werden im Rahmen des von der Bundesagentur für Arbeit durchgeführten Arbeitsprogramms Flüchtlingsintegrationsmaßnahmen (FIM) bereitgestellt. Im Rahmen einer FIM können Fahrtkosten übernommen werden, ebenso Verpflegungskosten, falls keine kostenlose Verpflegung möglich ist; nicht übernommen werden Kinderbetreuungskosten.
Im Oktober 2023 sprach sich die Ministerpräsidentenkonferenz (MPK) dafür aus, bestehenden Hürden für die Arbeitsaufnahme von Geflüchteten mit rechtlich gesicherter Bleibeperspektive zu beseitigen, höhere Mittel für Integrations-, Sprach- und Erstorientierungskurse bereitzustellen  und arbeitsfähigen Geflüchteten spätestens nach ihrer Zuweisung aus der Erstaufnahmeeinrichtung an die Kommunen geeignete Arbeitsgelegenheiten zuzuweisen. Die MPK verwies zugleich auf bestehende Möglichkeiten, Asylbewerbende zu gemeinnützigen Arbeiten heranzuziehen.

## Haushalt und Statistik
Anzahl der Bezieher von Regelleistungen nach dem Asylbewerberleistungsgesetz:
- 2013: 225.000 (36 % mehr als 2012)[87]
- 2014: 363.000 (38 % mehr als 2013)[88]
- 2015: 975.000 (169 % mehr als 2014)[88]
- Ende 2023: rund 522.700 Personen[89] Davon waren 66 Prozent männlich und 34 Prozent weiblich. 28 Prozent waren minderjährig. Die häufigsten Herkunftsländer waren Syrien und die Türkei, gefolgt von Afghanistan und Irak.[89]

2015 gab der Staat für Leistungen nach dem Asylbewerberleistungsgesetz rund 5,3 Milliarden Euro (brutto) aus. Die Kosten für Leistungen nach dem Asylbewerberleistungsgesetz wurden bis zum 1. Januar 2016 von Ländern, Landkreisen und Kommunen übernommen. Seit diesem Datum beteiligt sich der Bund mit 670 Euro pro Asylbewerber pro Monat. Der Betrag entspricht den durchschnittlichen Kosten bzw. Nettoausgaben je Asylbewerber im Jahr 2014.

## Kritik

### Zu restriktiv
Pro Asyl, Wohlfahrtsverbände, die evangelische und katholische Kirche, Flüchtlingsverbände sowie Menschenrechtsorganisationen wie z. B. Amnesty International kritisieren das Gesetz und fordern dessen Abschaffung.
Kritikpunkte sind u. a., dass die geringen Leistungen und die Unterbringung in Wohnheimen bzw. Flüchtlingslagern kein menschenwürdiges Leben erlaubten. Die Gutscheine und Sachleistungen diskriminierten die Betroffenen, die einem rechtlichen oder faktischen Arbeits- und Ausbildungsverbot und weiteren Einschränkungen wie der Residenzpflicht unterlägen und denen so weitgehend jede Möglichkeit genommen werde, unabhängig von den Leistungen nach dem Asylbewerberleistungsgesetz zu leben, selbst für ihren Lebensunterhalt zu sorgen und eigenständig ihren Alltag und ihr Lebensumfeld zu gestalten. Zudem würden Flüchtlinge systematisch von sozialem und kulturellem Leben abgeschnitten, zu ihrer Verständigung untereinander würden sie sich notgedrungen mit Pidgin-Sprachen behelfen.
Kritisiert wurde auch, dass die Leistungen nicht bedarfsdeckend sind, die Ermittlung der Leistungshöhe sei unklar. Weder im Gesetz noch in den Gesetzesmaterialien oder sonst wo finde sich eine Bezugnahme auf eine Bedarfsermittlung. Die in § 3 Abs. 1 und 2 AsylbLG genannten Geldbeträge für die Bedarfe von Erwachsenen und Kindern beruhten auf freihändig geschätzten Zahlen, für deren Festlegung allein haushalts- sowie migrationspolitische Motive maßgebend gewesen seien. Kritisiert wurde auch, dass die Höhe der Leistungen seit Inkrafttreten des AsylbLG im November 1993 entgegen § 3 Abs. 3 AsylbLG nicht an die Preisentwicklung angepasst wurde, vgl. dazu die Antwort der Bundesregierung auf die Anfrage „Sozialrechtliche Schlechterstellung von Flüchtlingen nach dem Asylbewerberleistungsgesetz“. Obwohl seit Inkrafttreten des AsylbLG im November 1993 die Preise um 34,4 % gestiegen sind, wurden die Beträge entgegen § 3 Abs. 3 AsylbLG nie an die Preisentwicklung angepasst.
Das Urteil des Bundesverfassungsgerichts vom 18. Juli 2012 bestätigte diese Kritik und erklärte die in § 3 Abs. 1 und 2 AsylbLG genannten Geldbeträge für verfassungswidrig: „Die Höhe der Geldleistungen nach § 3 des Asylbewerberleistungsgesetzes ist evident unzureichend, weil sie seit 1993 nicht verändert worden ist.“
Die restriktive Handhabung der medizinischen Versorgung nach dem AsylbLG durch Verwaltung und Gerichte wird von Menschenrechtsorganisationen, der Zentralen Ethikkommission der Bundesärztekammer und Juristen als Verstoß gegen Grund- und Menschenrechte kritisiert. Sie sind der Auffassung, dass den Leistungsberechtigten durch die Entscheidungspraxis von Verwaltung und Gerichten die notwendige medizinische Versorgung vorenthalten werde, sodass es in der Folge zu Gesundheitsschäden und Lebensgefahr gekommen sei.
Laut Pro Asyl entscheiden häufig medizinisch inkompetente Behördenmitarbeiter oder sogar Wachschützer, ob ein Behandlungsanspruch bestehe. Die Betroffenen würden dadurch möglicherweise auch tödlichen Risiken ausgesetzt. So verweigerten Wachschutz- und Behördenmitarbeiter der staatlichen Asylaufnahmestelle in Zirndorf bei Nürnberg über entscheidende Stunden hinweg einem lebensbedrohlich kranken Kleinkind den Rettungswagen. Nach wochenlangem Koma überlebte das Kind mit schwersten Behinderungen, der „Fall Leonardo“ ging bundesweit durch die Presse. Zu Todesfällen aufgrund fehlender regulärer Krankenversicherung kam es laut Pro Asyl auch in Plauen (vom Wachschutz verweigerter Rettungswagen) und Hannover (verweigerte Notaufnahme eines Säuglings im Krankenhaus).
Auch in der Rechtswissenschaft wird die Regelung kritisiert. Die Gefährdungen bei der grundrechtsrelevanten Krankenversorgung ergebe sich im Wesentlichen durch die faktische Handhabung der offenbar nicht hinreichend bestimmt gefassten §§ 4 und 6 AsylbLG durch die zuständigen Verwaltungen. Die medizinische Versorgung war jedoch nicht Gegenstand des Urteils des BVerfG vom 18. Juli 2012, da die Kläger nur die zu geringe Leistungshöhe nach § 3 AsylbLG angegriffen hatten.
Dass die reduzierte medizinische Versorgung auch für minderjährige Asylbewerber gilt, wird vom Deutschen Roten Kreuz als Verstoß gegen Artikel 24 Abs. 1 der UN-Kinderrechtskonvention aufgefasst, dem zufolge die Vertragsstaaten das Recht des Kindes auf „das erreichbare Höchstmaß an Gesundheit“ anerkennen. Sie gefährde zudem das Kindeswohl und stelle eine Diskriminierung dieser Minderjährigen dar.
Die im März 2015 in Kraft getretene AsylbLG-Novelle ist ebenfalls Gegenstand der Kritik von Flüchtlingsorganisationen und Wohlfahrtsverbänden, vor allem die unverändert fortbestehende Einschränkung der medizinischen Versorgung durch §§ 4 und 6 AsylbLG. Gefordert wird die Aufnahme aller Leistungsberechtigten in die Gesetzliche Krankenversicherung. Kritisiert wird zudem die unterlassene Umsetzung der EU-Asylaufnahmerichtlinie Fassung 2003 und Fassung 2013 ins AsylbLG, wonach die „erforderliche medizinische und sonstige Versorgung“ für Asylbewerber mit besonderen Bedürfnissen, wie z. B. Folteropfer, Alte, Kranke, Menschen mit Behinderung und Kinder, sicherzustellen ist.
Kritisiert wird weiterhin die fortbestehende Möglichkeit der Leistungskürzung unter das Existenzminimum auf das „Unabweisbare“ nach § 1a AsylbLG aus migrationspolitischen Gründen, die – nunmehr im Regelfall auf drei Monate begrenzte – Möglichkeit der Sachleistungsversorgung, die Kürzungen des Regelbedarfs nach § 3 AsylbLG gegenüber dem nach SGB II/SGB XII geltenden Existenzminimum um Anteile für Hausrat und Möbel sowie Gesundheitsbedarfe, der Wegfall der pauschalen Mehrbedarfszuschläge z. B. für Alleinerziehende oder Schwangere sowie die unbegrenzte Anrechnung des Einkommens im Haushalt lebender Familienangehöriger.

### Zu liberal
Im Zuge der Flüchtlingskrise in Europa 2015 kritisierte der serbische Ministerpräsident Aleksandar Vučić Deutschland für die Höhe der Geldleistungen an Flüchtlinge aus dem Asylbewerberleistungsgesetz. Um die Anreize für solche Flüchtlinge zu beschränken, die aus wirtschaftlichen Erwägungen kämen, forderte er die Geldleistungen auf nicht mehr als 200 Euro zu senken. So würden die Geldleistung nicht über dem Durchschnittslohn in Serbien liegen und sich die Zuwanderung vom Balkan sofort drastisch reduzieren. Ähnlich hatte der damalige Leiter des BAMF, Manfred Schmidt, argumentiert und eine strengere Umsetzung des Sachleistungs-Prinzips für Flüchtlinge vom Balkan gefordert.

## Verwaltungsverfahrens- und Prozessrecht

### Verwaltungsverfahren
Das AsylbLG ist mangels Aufnahme ins Erste Buch Sozialgesetzbuch (SGB I) Allgemeiner Teil kein Sozialrecht im formalen Sinne. Das Verwaltungsverfahren richtet sich daher im Grundsatz nicht nach dem Zehnten Buch Sozialgesetzbuch (SGB X), sondern nach dem Verwaltungsverfahrensgesetz des jeweiligen Bundeslandes (VwVfG. Ausnahmen gelten für die Rücknahme und den Widerruf von Verwaltungsakten, die Zusammenarbeit von Leistungsträgern und die Mitwirkungspflicht der Leistungsberechtigten. Insoweit regelt § 9 AsylbLG eine entsprechende Anwendung des SGB I und des SGB X, das im Vergleich zum VwVfG einen größeren Schutz der Leistungsempfänger ermöglicht.

### Gerichtlicher Rechtsschutz
Zuständig für Streitigkeiten nach dem AsylbLG ist seit 2005 die Sozialgerichtsbarkeit; bis 2004 war der Rechtsweg zu den Verwaltungsgerichten eröffnet.